# فهد الفرحان (لاعب جودو)
فهد الفرحان (ولد في 1 يناير 1955) هو لاعب جودو كويتي. شارك في الألعاب الأولمبية الصيفية 1976 والألعاب الأولمبية الصيفية 1980.